# Ой у гаю при Дунаю
Ой у гаю при Дунаю — українська народна пісня. У архівних матеріалах згадується як мінімум з 1916 р.

## Варіанти
Існує щонайменше 2 варіанти пісні, які не надто відрізняються один від одного.
Ой у гаю, при Дунаю
Соловей щебече.
Він  свою всю пташину
До гніздечка кличе.
Ох-тьох-тьох і тьох-тьох-тьох
Соловей щебече.
Він свою всю пташину
До гніздечка кличе.
Ой у гаю, при Дунаю
Там музика грає.
Бас гуде, скрипка плаче,
Милий мій гуляє.
Ох-тьох-тьох і тьох-тьох-тьох
Там музика грає.
Бас гуде, скрипка плаче,
Милий мий гуляє. (співати мелодію)
Ой у гаю, при Дунаю
Стою самотою.
Плачу, тужу, ще й ридаю
Милий за тобою.
Ох-тьох-тьох і тьох-тьох-тьох
Соловей щебече.
Він свою всю пташину
До гніздечка кличе.

## Виконавці
- Міла Йовович — The Divine Comedy (альбом)
- Тріо Мареничів
- Джемма Халід - http://www.gemma-halid.ru
- Оксана і Ольга Роспоп
- гурт Рушничок
- SERAFỲN